# غاري ج. فوليسكي
غاري ج. فوليسكي (بالإنجليزية: Gary J. Volesky)‏ (ولد في 7 سبتمبر 1961 في سبوكين، الولايات المتحدة) فريق في الجيش الأميركي يشغل منصب قائد الفيلق الأول والقاعدة المشتركة لويس ماكورد. شغل سابقا منصب قائد الوحدة 101 أيربورن وقائد القوات البرية الأمريكية في العراق كجزء من قوة المهام المشتركة – عملية العزم الصلب.
خدم في حرب الخليج الثانية وحرب العراق والحرب في أفغانستان. حصل على وسام النجمة الفضية لأعماله في 4 أبريل 2004 - الذي عرف فيما بعد باسم «الأحد الأسود» - الذي بدأ فيه حصار مدينة الصدر. عمل بعد ذلك قائدا للقوات البرية الأمريكية في العراق كجزء من قوة المهام المشتركة – عملية العزم الصلب.